# 摂津颯登
摂津 颯登（せっつ はやと、1996年10月5日 - ）は、秋田県湯沢市出身の元サッカー選手。プロ野球選手の攝津正とは遠縁に当たる。

## 来歴
小学1年生の時に本格的にサッカーを始め、小学校高学年からゴールキーパーへ転向。湯沢北中学3年時にモンテディオ山形ユースからスカウトされ、山形ユースに加入。2014年6月、トップチームの清水健太の負傷に伴い2種登録選手としてトップ登録される。同年の天皇杯山形県予選では好セーブでチームの初優勝に貢献し、本大会1回戦のヴァンラーレ八戸戦にも出場した。10月15日、来季のトップチーム昇格内定が発表された。ユースから通算5人目のトップ昇格となり、GKとしては初めてとなった。
2020年12月7日、契約満了による退団が発表された。
2021年2月12日、現役引退が発表された。

## 所属クラブ
- 湯沢FCJサンマリッツ (湯沢市立湯沢北小学校)
- 横手FCサンヴィゴーレ (湯沢市立湯沢北中学校)
- モンテディオ山形ユース（山形県立霞城学園高等学校[6]）
  - 2014年6月 - 同年12月 モンテディオ山形（2種登録）
- 2015年 - 2020年  モンテディオ山形
  - 2015年  Jリーグ・アンダー22選抜

## 個人成績
| 国内大会個人成績 | 国内大会個人成績 | 国内大会個人成績 | 国内大会個人成績 | 国内大会個人成績 | 国内大会個人成績 | 国内大会個人成績 | 国内大会個人成績 | 国内大会個人成績 | 国内大会個人成績 | 国内大会個人成績 | 国内大会個人成績 |
| 年度             | クラブ           | 背番号           | リーグ           | リーグ戦         | リーグ戦         | リーグ杯         | リーグ杯         | オープン杯       | オープン杯       | 期間通算         | 期間通算         |
| 年度             | クラブ           | 背番号           | リーグ           | 出場             | 得点             | 出場             | 得点             | 出場             | 得点             | 出場             | 得点             |
| 日本             | 日本             | 日本             | 日本             | リーグ戦         | リーグ戦         | リーグ杯         | リーグ杯         | 天皇杯           | 天皇杯           | 期間通算         | 期間通算         |
| ---------------- | ---------------- | ---------------- | ---------------- | ---------------- | ---------------- | ---------------- | ---------------- | ---------------- | ---------------- | ---------------- | ---------------- |
| 2014             | 山形Y            | 1                | -                | -                | -                | -                | -                | 1                | 0                | 1                | 0                |
| 2015             | 山形             | 28               | J1               | 0                | 0                | 0                | 0                | 0                | 0                | 0                | 0                |
| 2016             | 山形             | 28               | J2               | 0                | 0                | -                | -                | 0                | 0                | 0                | 0                |
| 2017             | 山形             | 28               | J2               | 0                | 0                | -                | -                | 0                | 0                | 0                | 0                |
| 2018             | 山形             | 28               | J2               | 0                | 0                | -                | -                | 0                | 0                | 0                | 0                |
| 2019             | 山形             | 28               | J2               | 0                | 0                | -                | -                | 0                | 0                | 0                | 0                |
| 2020             | 山形             | 28               | J2               | 0                | 0                | -                | -                | -                | -                | 0                | 0                |
| 通算             | 日本             | 日本             | J1               | 0                | 0                | 0                | 0                | 0                | 0                | 0                | 0                |
| 通算             | 日本             | 日本             | J2               | 0                | 0                | -                | -                | -                | -                | 0                | 0                |
| 通算             | 日本             | 日本             | 他               | -                | -                | -                | -                | 1                | 0                | 1                | 0                |
| 総通算           | 総通算           | 総通算           | 総通算           | 0                | 0                | 0                | 0                | 1                | 0                | 1                | 0                |

## 代表歴
- U-16日本代表
  - 2012 AFF U-16ユース選手権

## タイトル
U-16日本代表
- 2012 AFF U-16ユース選手権

モンテディオ山形ユース
- 山形県サッカー総合選手権大会（2014年）